# Museo etnografico siciliano Giuseppe Pitrè
Il museo etnografico siciliano Giuseppe Pitrè, fondato nel 1909 dallo studioso siciliano Giuseppe Pitrè, è un ente di diritto pubblico di proprietà del comune di Palermo.
Ha due sedi: una in viale Duca degli Abruzzi, nel parco della Favorita, e l'altra in via delle Pergole nel palazzo Tarallo, nel quartiere dell'Albergheria.

## Le sedi
La sede originaria consisteva in quattro sale all'interno di una vecchia costruzione scolastica di via Maqueda, il collegio dell'Assunta, dove però i reperti non poterono essere ordinati secondo quella che era l'idea di allestimento del suo fondatore. Dopo la morte del Pitrè (1916), per anni le collezioni rimasero inaccessibili al pubblico, fino a quando, nel 1935, Giuseppe Cocchiara riorganizzò e trasferì il museo in una delle dipendenze della Casina Cinese nel parco della Favorita.
In questo luogo, le collezioni hanno trovato opportuna collocazione, con una nuova suddivisione dei reperti in sezioni, rispondenti a criteri di maggiore scientificità, nel rispetto delle impostazioni a suo tempo desiderate - ma mai concretizzate - da Pitrè. Cocchiara offrì un largo resoconto di tale sistemazione nell'opera che ha per titolo: La vita e l'arte del popolo siciliano nel Museo Pitrè. Al momento nel Museo sono in corso lavori di restauro di parte delle collezioni, pertanto alcune sale risultano chiuse ai visitatori.
La struttura è composta da un edificio, antistante ad uno spiazzo, diviso da un piano terra che è sede delle sale di esposizione ed un primo piano che è sede degli uffici e dei depositi. All'interno sulla destra la biglietteria, riferimento anche per le informazioni e l'eventuale invio al personale addetto. Il Museo si trova all'interno di un ampio e curato giardino visitabile gratuitamente. Il Museo risulta così strutturato: un baglio al centro di un crocevia di cortili, costeggiato da una fuga di 30 sale.
Dal 2007 è stata inaugurata la seconda sede del museo, nello storico palazzo Tarallo di Ferla - Cottone d'Altamira, nel quartiere dell'Albergheria.
L'esposizione permanente, allestita nel piano nobile del palazzo, ospita portantine e mobili settecenteschi, il teatrino dell'Opera dei Pupi, la "stanza della memoria", dedicata a Giuseppe Pitrè, e parte dei volumi della biblioteca, in particolare i fondi riguardanti le tradizioni popolari, la storia e l'architettura siciliana.
Nel 2014 è stato inaugurato il nuovo allestimento nella sede principale presso la Palazzina Cinese nel Parco della Favorita di Palermo.

## La collezione
Nelle sale del museo, articolate in 20 sezioni, trovano documentazione gli usi e i costumi del popolo siciliano, compresa la minoranza etnolinguistica albanese, e le credenze, i miti, le consuetudini, le tradizioni di Sicilia (la casa, filatura e tessitura, arredi e corredi, i costumi, le ceramiche, l'arte dei pastori, caccia e pesca, agricoltura e pastorizia, arti e mestieri, i veicoli, il carretto siciliano, i pupi, il carro del festino, le pitture su vetro, le confraternite, i presepi, tra i quali spicca l'opera dell'artista trapanese Matera, i giochi fanciulleschi, la magia, gli ex voto, pani e dolci festivi). Inoltre, in una sala troviamo la grande cucina dei Borbone che, a prescindere dalla superficie, ben rappresenta le cucine tradizionali siciliane.
Il Museo abbraccia circa 4.000 oggetti provenienti da un nucleo originario costituito dal Pitrè di circa 1.500 reperti, dalle collezioni etnografiche cedute dall'ex Museo nazionale di Palermo e da donazioni private.
L'attuale ordinamento dei reperti rispecchia quella curata da Giuseppe Cocchiara, direttore del museo dal 1935 al 1965.
I reperti sono esposti in vetrine tematiche e ciascuno è accompagnato da didascalie che forniscono informazioni relative al nome del reperto, alla sua provenienza, all'epoca di appartenenza, al suo uso, al numero di inventario, ecc. Le vetrine, così allestite, sono concentrate nelle varie sale, dedicate ciascuna al tema generale di riferimento delle singole vetrine. L'illuminazione è esterna alle bacheche. All'interno di ogni sala anche una locandina che descrive il tema rappresentato dai reperti lì contenuti. I grossi reperti sono esposti al di fuori dalle teche, così come le statuette del presepe sistemate in banchi sovrapposti, in una sala appositamente illuminata da faretti direzionali.
Il percorso museale inizia con alcune rappresentazioni di abitazioni sia rurali che urbane. Fra questi, il più remoto 'u pagghiaru, forma primitiva dell'architettura rustica siciliana. Gli altri archetipi di abitazione contadina sono dimostrazione della differente disposizione dello spazio domestico, in rapporto alle diverse possibilità di quel ceto. Perciò, le abitazioni più povere erano caratterizzate da un unico ambiente nel quale si trovavano a convivere uomini e animali e all'interno del quale erano svolte tutte le attività domestiche. Maggiore agiatezza si rivela invece nell'abitazione in due piani suddivisa da un rudimentale soppalco che fungeva da zona letto, talvolta suddiviso in due o tre locali minori. Gli archetipi sono completi anche delle miniature delle suppellettili necessarie: il giaciglio ('u jazzu) nel pagliaio, il letto, formato da trispiti e tavole, nelle case in muratura, semplici sgabelli, sedie e tavoli, strumenti da lavoro ed il caratteristico settimino.

### Tessitura e filatura
L'archetipo del telaio che i pastori dell'interno della Sicilia abbellivano per le loro donne, immettono nella sezione delle attività tradizionali tipicamente femminili: la filatura e la tessitura. Tali attività, di antichissime origini, vengono ulteriormente rappresentate da altri tipici utensili, pettine, fusi, rocchie, nespi, conocchie e dall'evoluzione di questi segnata da filatoi a puleggia che, per così dire, accorparono la funzione dei singoli e più rudimentali attrezzi. La memoria siciliana di ascendenza popolare ci ha lasciato splendidi esemplari di tessuti particolarmente resistenti, realizzati in cotone, lino, canapa, ma anche morbidi tessuti di lana, rallegrati dalle coloriture vegetali utilizzate per le frazzate, ossia le coperte e per le bisacce da mulo. Qui di ausilio probabilmente arabo sono i segreti della bachicoltura. Un vasto campionario delle stoffe tradizionali di Sicilia è offerto in visione all'interno degli espositori. Le fattezze bizantine sono visibili e nella fastosa presenza dell'oro che lussuosamente decora l'abito tradizionale albanese di Piana degli Albanesi. Nel museo alcune delle eredità, normanne delle nobiles officinae e probabilmente anche le precedenti arabe, il termine tiraz sostituto del precedente ergastérion bizantino, con cui si indicava il laboratorio ove le donne si dedicavano al ricamo, alla filatura, alla tessitura. Qui venivano prodotte vesti sfarzose, rese preziose dall'uso di filati pregiati e di perle. Il quartiere di Palermo Kalsa divenne sede esclusiva dove, fino alla metà del '900, centinaia di ricamatrici realizzavano opere eccellenti dell'arte della tessitura.

### Arredi e corredi
Nel prosieguo del percorso si arriva alla sezione dedicata agli arredi e corredi. Tra questi ultimi domina il letto in ferro battuto del '600, tipica lavorazione siciliana che, nata nell'isola, si diffuse poi su tutto il territorio nazionale. Il corredo nuziale, frutto di esperto e paziente lavoro, rispondeva alle esigenze della nascente famiglia. La biancheria, finemente ricamata, era considerata bene familiare di massimo valore e, di effetto, anche il telaio era ritenuto elemento prezioso dei beni assegnati in dote alla fanciulla. Così anche il pettine da telaio, intriso di valore simbolico, diveniva elemento vicariante di più chiare richieste di fidanzamento. La dote rappresentava ragione di vanto ma anche di inquietudine e preoccupazione per ogni famiglia, come se dal valore dei beni potesse in qualche modo derivare la qualità del matrimonio. Tra i corredi riservati al neonato, spicca la naca, culla proveniente da Partanna (TP) realizzata in stoffa, che veniva appesa al soffitto e alla quale era legata una corda che la madre si annodava al polso o alla caviglia in modo da poter dondolare il piccolo senza trascurare le tantissime occupazioni casalinghe.

### I costumi
La sezione inerente ai costumi si apre con gli abiti degli uomini. Il più primitivo è quello dei pastori costituito da una giubba (giubbini) e dai calzoni (vrachi) formati con pelli di capra. Di pelle d'animale anche la tasca, portata a tracolla, dove venivano collocati vino e cibo, e le tipiche calzature, i scarpi di pilu. Vari i modelli di costume festivo di cui i calzoni (càusi), il panciotto ('u cileccu), la giacca, il berretto (birritta) sono alcuni degli elementi tipici. Il museo possiede diversi tipi di cappelli, legati alla vita di strada e dei campi, come ad esempio il cappeddu di curina, lavorato con filamenti di paglia. Le camicie e le mutande fanno parte di un corredo più recente. Di lino finissimo, la camicia è ampia e larga, mentre le mutande sono sempre lunghe e bianche. La base di capi più pesanti, tra cui lo scappularu, il lungo mantello dotato di cappuccio, era costituita dall'orbace, una stoffa pesante di lana di lenta e impegnativa lavorazione, che in Sicilia veniva quasi sempre colorata in nero. Di orbace per esempio è il costume tipico dei contadini di Modica.
In mostra nel museo si trovano disparati costumi femminili semplici per i tessuti e per il taglio, sontuosi per i broccati e per le fogge. Quelli delle contadine erano in genere composti da un busto di cotone (spenseri), dalla sottana (baschina) e da un grembiule (falaro).
In siddetti costumi, a volte, il busto si chiude con un colletto piuttosto alto mentre spesso, un pezzo di merletto arricchisce le scollature. Di grande bellezza e particolarità le applicazioni di macramè, cioè una trina di fili annodati che copre la scollatura, lasciata dal busto di seta rossa, con ricami di vari colori. Realizzati ad ago, i merletti a reticella, in Sicilia, prendono il nome di cartillio.
In un'atmosfera tutta particolare bisogna porre il costume tradizionale albanese delle donne di Piana degli Albanesi. Si tratta di un costume che ha profonda origine nelle fogge bizantine, infatti questo costume ha una derivazione e una datazione precisa: appartiene al mondo albanese rifugiatosi in Italia in seguito alle oppressioni turche, alla fine del XV secolo, e conserva il suo carattere orientale nelle forme, nelle caratteristiche, nei significati e nei colori. Vi sono varie tipologie del costume di Piana degli Albanesi: l'abito nuziale è il più ricco, e rileva la ricchezza e lo sfarzo dei vari indumenti che lo compongono. Le ragazze e le donne di Piana degli Albanesi hanno conservato nei secoli l'arte del ricamo, e impiegano interi anni per ricamare la gonna o la camicia, quando esse non le ricevono in dote dalla madre che le ebbe dalla nonna. Il costume delle donne albanesi di Sicilia si compone, innanzitutto, dalla nzilona, una ricca veste rossa, verde o bianca, ricamata interamente in oro. Vien, poi, il Krashëtë, un bustino ricamato di seta quasi sempre scura, e le mëngëtë, cioè le maniche, anch'esse ricamate. Il brezi è una grande cintura d'argento che raffigura i santi patroni della chiesa bizantina di Piana degli Albanesi: SS. Odigitria, San Giorgio, San Demetrio Megalomartire, San Nicola o San Vito. Sono eloquenti esempi dell'inimitabile e fastosa arte tessile e orafa di Piana degli Albanesi, incentrata sulla tradizione del filo d'oro e dai gioielli del costume. Nel museo sono inoltre esposti esemplari di mandilina, che sono fra i copricapi specifici dell'abbigliamento. I costumi, essendo molto antichi ed esposti perennemente, senza determinata protezione, si sono negli ultimi tempi consumati, e richiederebbero un restauro, che, sarebbe esclusivamente possibile dalla grande abilità artigianale delle ricamatrici arbëreshe di Piana degli Albanesi, che mantengono gelosamente questa tradizione.

### Le ceramiche
Molteplici sono le testimonianze relative all'evoluzione dell'arte della ceramica in Sicilia. Dalle prime produzioni realizzate in argilla seccata al sole e cotta in appositi forni, ai modelli invetriati, vale a dire stagnati, e arricchiti dei più svariati motivi decorativi. Con l'invetriatura policroma sono rivestiti i vrichi e le cannate. Il vricu è un vaso che ha il becco posto in uno dei suoi lati, in alto. La cannata è spezzettata da un cerchio formato da una serie di linee che si incrociano. Da Santo Stefano di Camastra provengono alcune zuppiere che, pur riagganciandosi a prototipi greci, tradiscono le forme sicule e conservano due manici e il coperchio campanulato e stralucido, come la scodella ansata di Caltagirone. Bellissimi sono anche i boccali e le burnìe (usate per conservare l'estratto di pomodoro) con la loro splendida policromia, le bottiglie antropomorfe (di tradizione iconografica risalente ad età primitiva) e la curiosa cannata cu lu 'ngannu che sottolinea l'aspetto ludico del bere in compagnia. Caratteristica la collezione di lucerne: la lumera granni è formata da un piano in cui sono poste numerose cannili. Si formano così le ninfe a diversi moccoli. Decorative sono anche le cannili cu li pedi, provenienti da Caltagirone, nelle quali troviamo attaccati i manici, mentre il beccuccio è diviso da due occhi. Tipiche le lucerne a figura umana con diverso concepimento del colore a seconda del paese di appartenenza. Esse rappresentano uomini e donne di diverse classi sociali nei loro costumi, nelle loro arti e nei loro mestieri, spesso sotto forma caricaturale. Ricca la collezione di acquesantiere la cui indispensabile presenza nelle case contadine rispondeva ad un'esigenza sia religiosa che apotropaica.

## La biblioteca
Al museo si trova annessa una ricca biblioteca, che conserva oltre 30.000 volumi, numerosi libretti popolari che “il popolino siciliano legge o si fa leggere”; 1.500 tesi di laurea, le opere manoscritte di Giuseppe Pitrè e 7.000 lettere autografe di diversi studiosi italiani e stranieri che con Pitrè, tra il 1870 e il 1915 intrattennero corrispondenza. Una notevole raccolta di stampe, incisioni, immaginette sacre, fotografie, (di particolare rilievo la serie concernente i briganti siciliani del secolo scorso e la documentazione relativa alla vecchia Palermo), completano il panorama riguardante il patrimonio della biblioteca, aperta giornalmente al pubblico.

### Galleria d'immagini del Museo

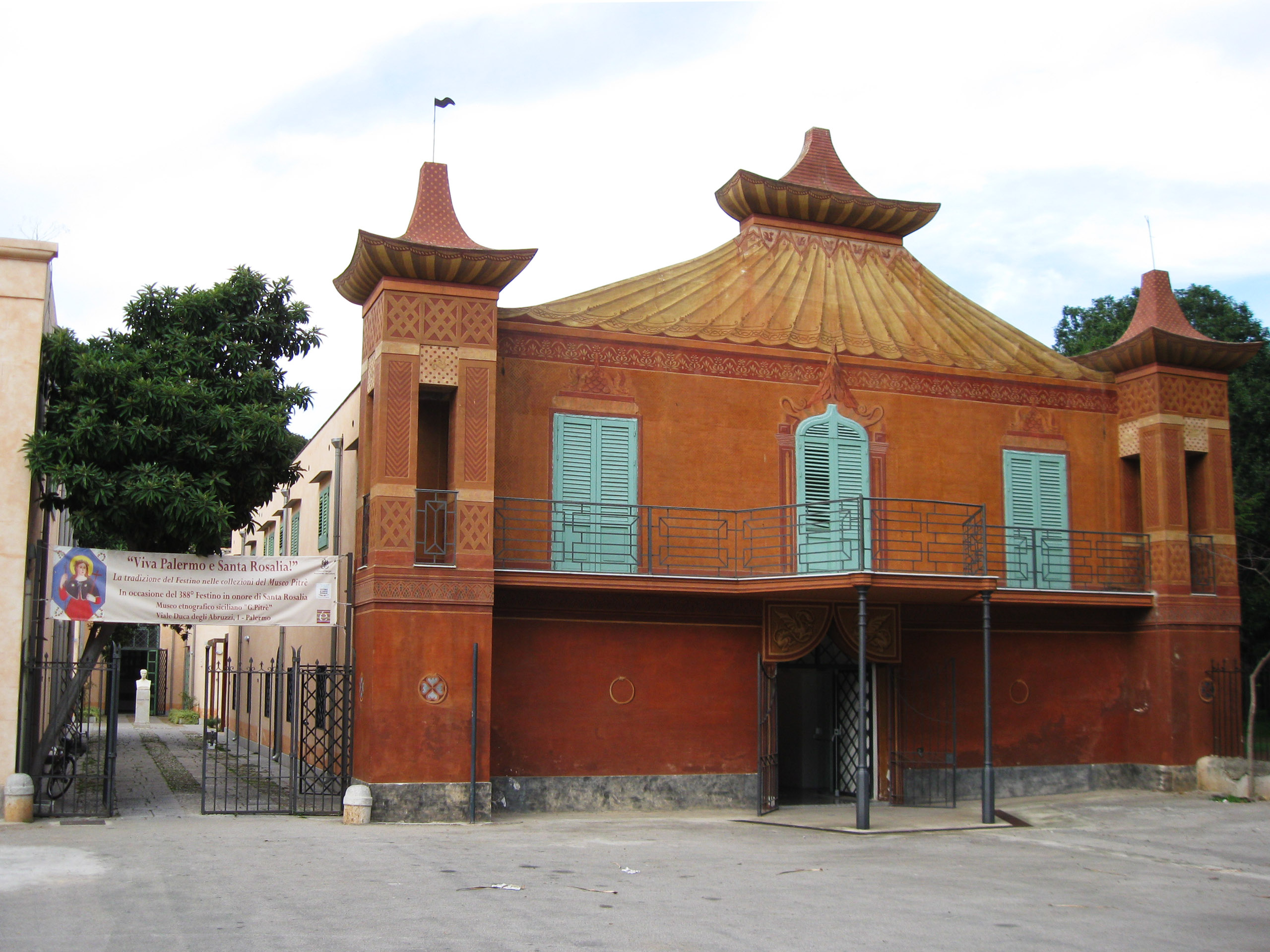
L'ingresso del Museo (sede alla Favorita).
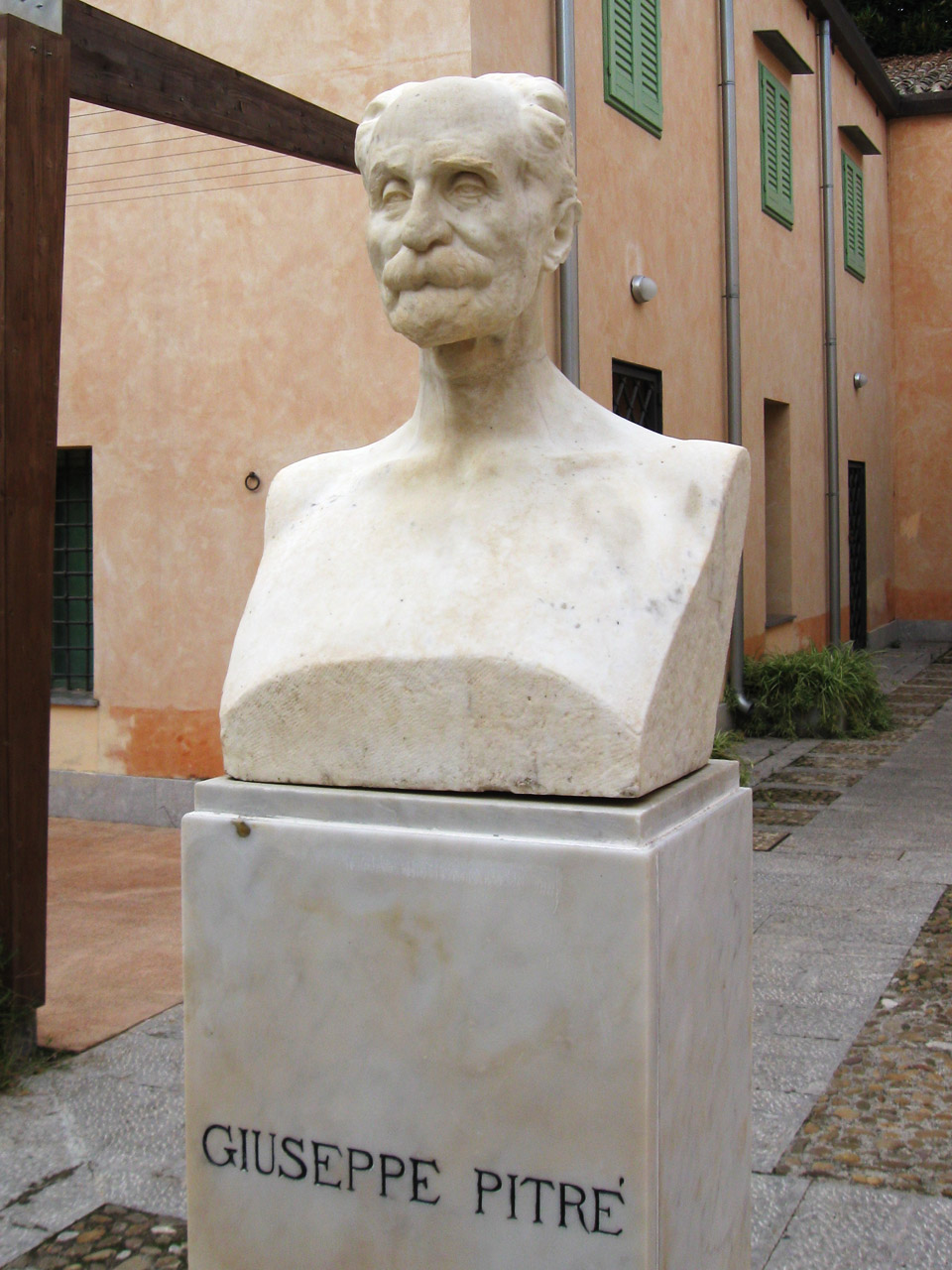
Busto marmoreo di Giuseppe Pitrè (sede alla Favorita).